# Martin Rock
Martin Rock (* 30. März 1932 in Hepbach; † 7. März 1997 in Mainz) war ein deutscher römisch-katholischer Theologe und Professor für Sozialethik.

## Leben
Er studierte von 1951 bis 1952 an der Universität Freiburg im Breisgau, von 1954 bis 1955 an der Universität Innsbruck, 1955 an der Universität Paris und von 1956 bis 1959 an der Johannes Gutenberg-Universität Mainz, wo er 1959 das Lizenziat (kirchlich) und 1960 das erste Staatsexamen im Fach Französisch erwarb. Am 11. November 1964 wurde er von der dortigen Fakultät für Katholische Theologie mit einer Dissertation über Widerstand gegen die Staatsgewalt: Sozialethische Erörterungen promoviert. Von Mai 1960 bis 1971 war er Assistent am sozialethischen Seminar der Universität Mainz. Nach der Habilitation am 12. Februar 1971, ebenfalls an der Mainzer Universität, mit der Habilitationsschrift Die sozialethische Diskussion über den Krieg seit 1945 war er von 1971 bis 1973 Privatdozent und von 1973 bis 1997 wissenschaftlicher Rat und Professor.